# Fratton Park

Fratton Park est un stade de football localisé à Portsmouth. C'est l'enceinte du club du Portsmouth Football Club. Ce stade de 20 821 places fut inauguré le 6 septembre 1899. Le record d'affluence est de 51 385 spectateurs le 26 février 1949 pour un match de FA Challenge Cup Portsmouth FC-Derby County FC.

## Description

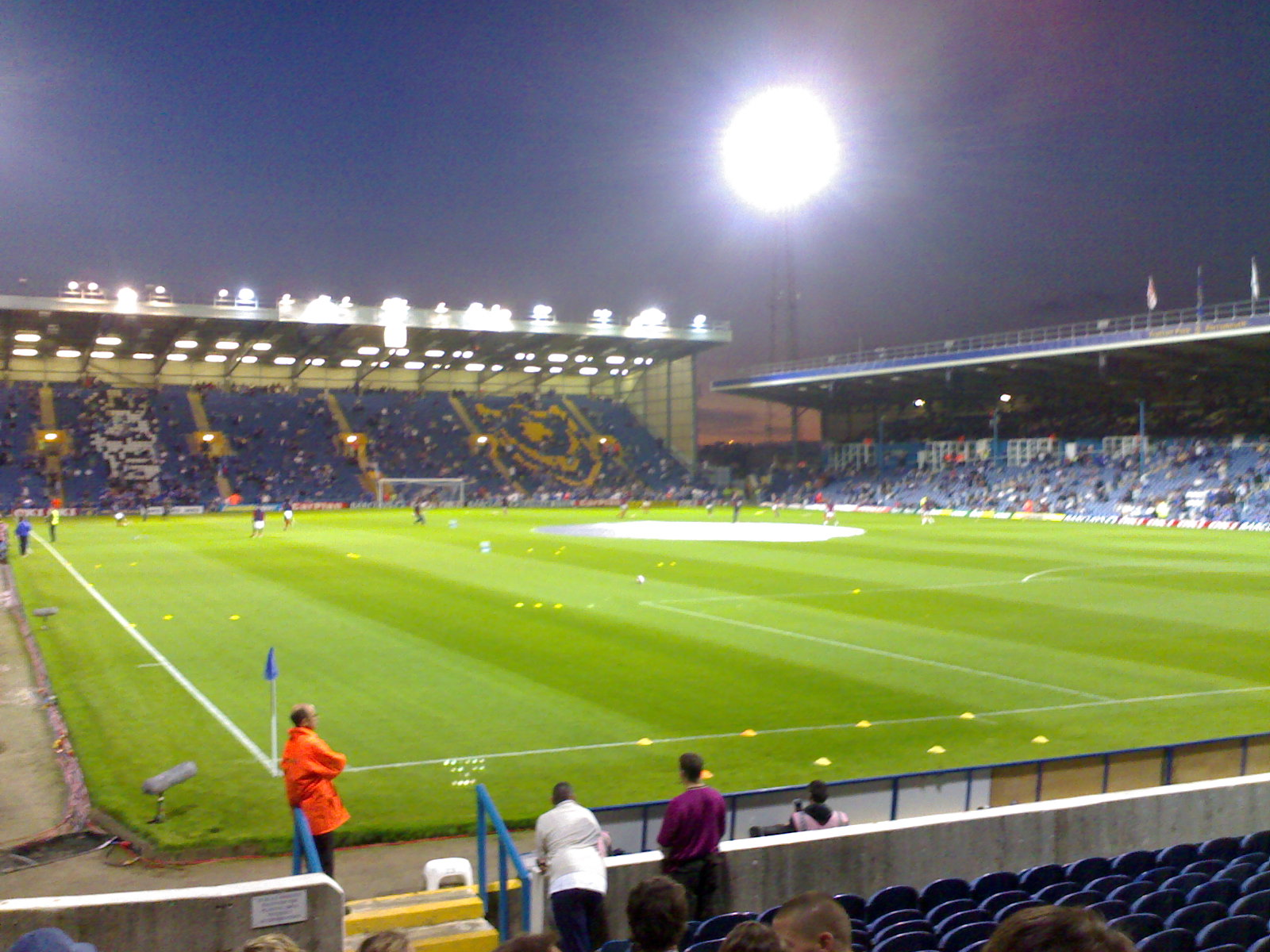
Vue de la tribune Milton End en septembre 2006.

Le stade possède quatre tribunes toutes assises. Le terrain va de l'Est à l'Ouest
La plus grande tribune, aussi la plus moderne, se trouve à l'Ouest du terrain : Fratton End.
Des deux côtés de l'aire de jeu se trouvent les tribunes Nord et Sud. Du côté est se trouve Milton End, la plus petite tribune, la dernière de Premier League à avoir eu son toit pour la saison 2007—08. Une partie de cette tribune peut recevoir les supporters des visiteurs. L'entrée originale pour Fratton End est notable pour sa façade imitant le style Tudor (mock Tudor), imitations typiques de la fin du XIXe siècle. Depuis l'arrivée d'un nouveau propriétaire pour le club, Alexandre Gaydamak, des rénovations ont été effectuées au stade Fratton Park, notamment l'amélioration des vestiaires, la pose d'un toit au-dessus de Milton end, et un écran géant au-dessus du carré de police entre la tribune Nord et Milton End. Le partenariat a été annulé sur la tribune nord (North Stand) sur laquelle est désormais écrit "Fratton Park Portsmouth" et les armoiries du club.
Le stade est desservi par la Portsmouth Direct Line. Il se trouve à dix minutes à pied de l'arrêt Fratton.

## Histoire
La tribune principale fut dessinée par l'architecte Archibald Leitch. Fratton Park fut le lieu d'un match de football du premier tour lors des Jeux olympiques d'été de 1948 — l'un des deux terrains hors de Londres, l'autre étant le Goldstone Ground. Il a accueilli l'Équipe d'Angleterre de football lors d'un match contre le Pays de Galles le 2 mars 1903, ainsi que quelques matchs internationaux des moins de 21 ans d'Angleterre. Le terrain fut équipé d'un système d'éclairage pour les matchs en nocturne en mars 1953.

## Détails

### Records
Record d'affluence : 51 385, contre Derby County, le 26 février 1949, sixième tour de la FA Cup.

### Affluence
| Saison  | Championnat    | Echelon | Classement de l'équipe | Affluence moyenne |
| ------- | -------------- | ------- | ---------------------- | ----------------- |
| 1946–47 | Division 1     | 1       | 12/22                  | 30,198            |
| 1947–48 | Division 1     | 1       | 8/22                   | 31,226            |
| 1948–49 | Division 1     | 1       | 1/22                   | 37,082            |
| 1949–50 | Division 1     | 1       | 1/22                   | 37,004            |
| 1950-51 | Division 1     | 1       | 7/22                   | 32,794            |
| 1951-52 | Division 1     | 1       | 4/22                   | 32,523            |
| 1952-53 | Division 1     | 1       | 15/22                  | 31,578            |
| 1953-54 | Division 1     | 1       | 14/22                  | 28,993            |
| 1954-55 | Division 1     | 1       | 3/22                   | 29,868            |
| 1955-56 | Division 1     | 1       | 12/22                  | 26,260            |
| 1956-57 | Division 1     | 1       | 19/22                  | 25,024            |
| 1957-58 | Division 1     | 1       | 20/22                  | 28,499            |
| 1958-59 | Division 1     | 1       | 22/22                  | 24,016            |
| 1959-60 | Division 2     | 2       | 20/22                  | 16,156            |
| 1960-61 | Division 2     | 2       | 21/22                  | 15,028            |
| 1961-62 | Division 3     | 3       | 1/24                   | 16,782            |
| 1962-63 | Division 2     | 2       | 16/22                  | 16,043            |
| 1963-64 | Division 2     | 2       | 9/22                   | 14,681            |
| 1964-65 | Division 2     | 2       | 20/22                  | 13,058            |
| 1965-66 | Division 2     | 2       | 12/22                  | 14,644            |
| 1966-67 | Division 2     | 2       | 14/22                  | 14,831            |
| 1967-68 | Division 2     | 2       | 5/22                   | 22,988            |
| 1968-69 | Division 2     | 2       | 15/22                  | 19,163            |
| 1969-70 | Division 2     | 2       | 17/22                  | 14,928            |
| 1970-71 | Division 2     | 2       | 16/22                  | 13,759            |
| 1971-72 | Division 2     | 2       | 16/22                  | 11,918            |
| 1972-73 | Division 2     | 2       | 17/22                  | 9,477             |
| 1973-74 | Division 2     | 2       | 15/22                  | 13,675            |
| 1974-75 | Division 2     | 2       | 17/22                  | 12,474            |
| 1975-76 | Division 3     | 2       | 22/22                  | 10,472            |
| 1976-77 | Division 3     | 3       | 20/24                  | 11,564            |
| 1977-78 | Division 3     | 3       | 24/24                  | 9,678             |
| 1978-79 | Division 4     | 4       | 7/24                   | 10,123            |
| 1979–80 | Division 4     | 4       | 4/24                   | 15,850            |
| 1980–81 | Division 3     | 3       | 6/24                   | 13,514            |
| 1981–82 | Division 3     | 3       | 13/24                  | 8,544             |
| 1982–83 | Division 3     | 3       | 1/24                   | 14,095            |
| 1983–84 | Division 2     | 2       | 16/22                  | 13,196            |
| 1984–85 | Division 2     | 2       | 4/22                   | 15,185            |
| 1985–86 | Division 2     | 2       | 4/22                   | 13,614            |
| 1986–87 | Division 2     | 2       | 2/22                   | 13,404            |
| 1987–88 | Division 1     | 1       | 19/22                  | 15,923            |
| 1988–89 | Division 2     | 2       | 20/22                  | 10,201            |
| 1989–90 | Division 2     | 2       | 12/22                  | 8,959             |
| 1990–91 | Division 2     | 2       | 17/22                  | 9,681             |
| 1991–92 | Division 2     | 2       | 9/22                   | 11,745            |
| 1992–93 | Division 1     | 2       | 3/24                   | 13,695            |
| 1993–94 | Division 1     | 2       | 17/24                  | 11,622            |
| 1994–95 | Division 1     | 2       | 18/24                  | 8,269             |
| 1995–96 | Division 1     | 2       | 21/24                  | 9,407             |
| 1996–97 | Division 1     | 2       | 7/24                   | 8,723             |
| 1997–98 | Division 1     | 2       | 20/24                  | 11,149            |
| 1998–99 | Division 1     | 2       | 19/24                  | 11,956            |
| 1999–00 | Division 1     | 2       | 18/24                  | 13,906            |
| 2000–01 | Division 1     | 2       | 20/24                  | 13,707            |
| 2001–02 | Division 1     | 2       | 17/24                  | 15,121            |
| 2002–03 | Division 1     | 2       | 1/24                   | 18,933            |
| 2003–04 | Premier League | 1       | 13/20                  | 20,109            |
| 2004–05 | Premier League | 1       | 17/20                  | 20,072            |
| 2005–06 | Premier League | 1       | 16/20                  | 19,840            |
| 2006–07 | Premier League | 1       | 9/20                   | 19,862            |
| 2007–08 | Premier League | 1       | 8/20                   | 19,914            |
| 2008–09 | Premier League | 1       | 14/20                  | 19,830            |
| 2009–10 | Premier League | 1       | 20/20                  | 18,249            |
| 2010–11 | Championship   | 2       | 16/24                  | 15,751            |
| 2011–12 | Championship   | 2       | 22/24                  | 11,044            |
| 2012–13 | League One     | 3       | 24/24                  | 12,232            |
| 2013–14 | League Two     | 4       | 13/24                  | 15,461            |
| 2014–15 | League Two     | 4       | 16/24                  | 15,242            |
| 2015–16 | League Two     | 4       | 6/24                   | 16,391            |
| 2016–17 | League Two     | 4       | 1/24                   | 16,822            |
| 2017–18 | League One     | 3       | 8/24                   | 16,917            |
| 2018–19 | League One     | 3       | 4/24                   | 18,098            |
| 2019–20 | League One     | 3       | 5/24                   | 17,578            |
| 2020–21 | League One     | 3       | 8/24                   |                   |
| 2021–22 | League One     | 3       | 10/24                  | 15,003            |
| 2022–23 | League One     | 3       | 8/24                   | 18,064            |